# Tobramicin
Tobramicin je aminoglikozidni antibiotik izveden iz Streptomyces tenebrarius. On se koristi za tretiranje više tipova bakterijskih infekcija, a posebno gramnegativnih infekcija. On je veoma efektivan protiv vrste Pseudomonas.

## Mehanizam dejstva
Tobramicin deluje putem vezivanja za mesto na bakterijskom 30S i 50S ribozomu, čime sprečava formiranje 70S kompleksa. Posledica toga je da ne može da dođe do iRNK translacije u protein te dolazi do ćelijske smrti.
Tobramicin se preferira u odnosu na gentamicin za Pseudomonas aeruginosa pneumoniju zbog bolje penetracije pluća.

## Spoljašnje veze
- [http://www.ebi.ac.uk/pdbe-srv/PDBeXplore/ligand/?ligand=TOY

|  | Molimo Vas, obratite pažnju na važno upozorenje u vezi sa temama iz oblasti medicine (zdravlja). |